# Botir Qorayev
Botir Qorayev (8 aprile 1980) è un ex calciatore uzbeko, di ruolo difensore.

## Caratteristiche tecniche
È un difensore centrale.

## Carriera

### Club
Comincia a giocare al Nasaf Qarshi, in cui milita fino al 2005. Nel 2006 si trasferisce al Mash'al. Nel 2008 torna al Nasaf Qarshi e vi milita per 7 anni. Nel 2015 viene acquistato dallo Shortan Guzor.

### Nazionale
Ha debuttato in Nazionale il 24 marzo 2007, nell'amichevole Taipei Cinese-Uzbekistan (0-1). Ha messo a segno la sua prima rete con la maglia della Nazionale il 27 marzo 2007, nell'amichevole Cina-Uzbekistan (3-1). Ha partecipato, con la Nazionale, alla Coppa d'Asia 2007. Ha collezionato in totale, con la maglia della Nazionale, 7 presenze e una rete.